# Macrino d'Alba
Macrino d'Alba (1460 nebo 1465 Alba - 1510 nebo 1520), řídce Giovanni Giacomo Fava, byl italský renesanční malíř působící zejména v Piemontu.
Pro kapli Sant’Ugone v klášterním komplexu Certosa di Pavia namaloval Vzkříšení. Podílel se na výmalbě kostela svatého Františka v Albě a katedrály ve Vigevanu. Obraz Madona s dítětem, jenž je mu připisován, je vystaven ve frankfurtské galerii Städel.